# Cassipourea avettae
Cassipourea avettae là một loài thực vật có hoa trong họ Rhizophoraceae. Loài này được (Chiov.) Alston mô tả khoa học đầu tiên năm 1922.